# Самоходные переправочно-десантные средства

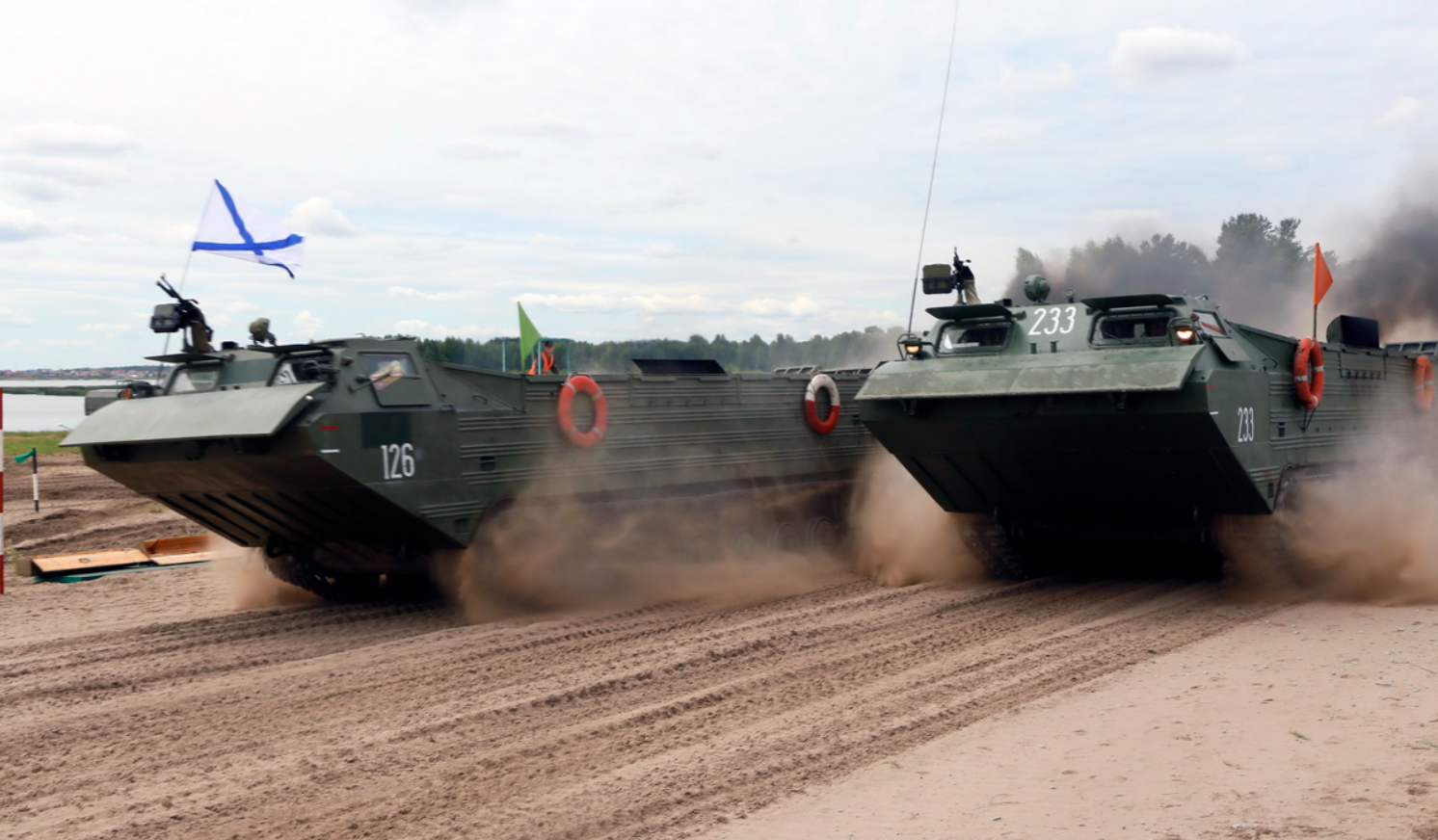
Самоходные ПТС на марше

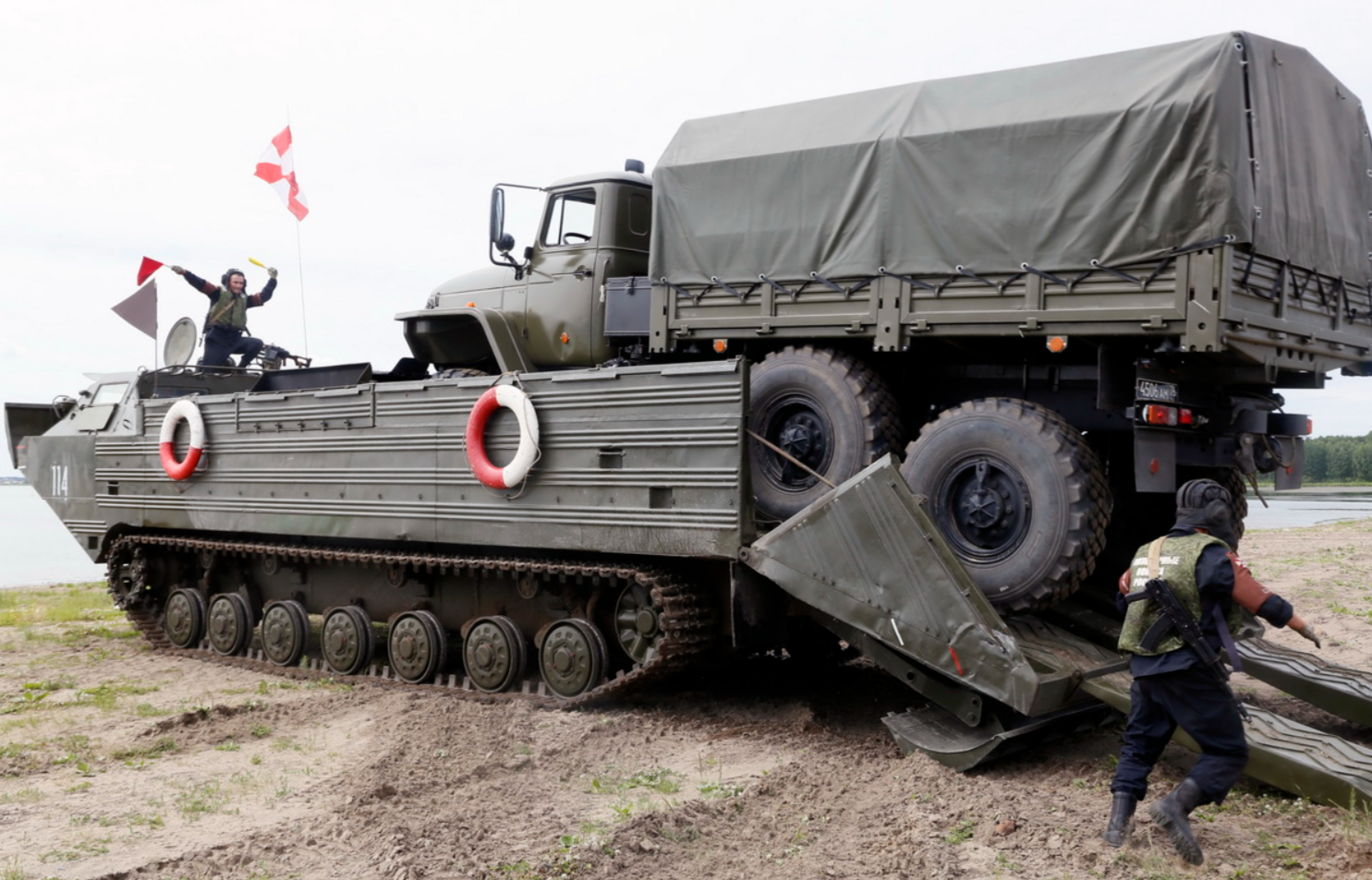
Погрузка техники перед переправой

Самоходные переправочно-десантные средства предназначены для оборудования и содержания десантных переправ.
К самоходным переправочно-десантным средствам относятся:
- плавающие транспортёры;
- самоходные паромы;
- десантные лодки.

Плавающие транспортёры предназначены для десантной переправы через водные преграды артиллерийских систем, колёсных и гусеничных тягачей, транспортёров, автомобилей, личного состава и других грузов.
Специальное оборудование обеспечивает применение транспортёров в морских условиях и для перевозки раненых.
Самоходные паромы предназначены для обеспечения переправы через водные преграды танков, ракетных комплексов, автопоездов и другой военной техники.
Десантные лодки предназначены для переправы личного состава мотострелковых частей (подразделений). Они бывают надувными (из прорезиненного материала на капроновой основе, на 8 и на 30 человек) и складными из бакелизированной фанеры.